# ハチ北温泉
ハチ北温泉（ハチきたおんせん）は、兵庫県美方郡香美町にある温泉。ハチ北スキー場の麓に位置する温泉。
スキー客主体の民宿街で湧出している。

## 泉質
- 単純弱放射能泉（弱アルカリ性低張性低温泉）
  - 泉温：31.5℃
  - 源泉温度が低いため、殆どの施設が加温・循環式となっている。
  - 放射能泉の温泉地は関西地方では少ないため、珍しい泉質として知られている。

## 温泉地
氷ノ山後山那岐山国定公園に属する鉢伏山の麓に広がるハチ北高原に、スキー客主体の民宿街が存在する。
宿泊施設は十数軒存在するが、そのうち、温泉を引いているのは数軒程である。日帰り温泉施設としては「ハチ北温泉湯治の郷」一軒のみである。
近隣にハチ北スキー場があるため、民宿街は冬季はスキー客、春はハイキング客で賑わっている。

## 歴史
- 1970年（昭和45年）- 源泉掘削開始[1]
- 1972年（昭和47年）- 源泉掘削、開湯。
- 2002年（平成14年）- 「ハチ北温泉湯治の郷」開業[2]。

## 交通
- 公共交通機関
  - 山陰本線八鹿駅 - 全但バス秋岡・村岡行きまたは湯村温泉行き - ハチ北口乗換 - 全但バスハチ北行き - 終点下車
  - 山陰本線浜坂駅 - 全但バス湯村温泉行き - 終点乗換 - 全但バス八鹿駅行き - ハチ北口乗換 - 全但バスハチ北行き - 終点下車
  - 大阪・神戸 - 特急バス(全但バス)湯村温泉行きまたは浜坂行き - ハチ北口乗換 - 全但バスハチ北行き - 終点下車
- 自家用車
  - 姫路以西から 播但連絡道路 - 和田山IC - 北近畿豊岡自動車道 - 八鹿氷ノ山ICより国道9号、県道531号経由、車で50分。
  - 大阪方面から 中国自動車道 - 吉川JCT - 舞鶴若狭自動車道 - 春日IC - 北近畿豊岡自動車道 - 八鹿氷ノ山ICより国道9号、県道531号経由、車で50分。